# 4-Heptylphenol
4-Heptylphenol ist eine chemische Verbindung aus der Gruppe der Alkylphenole.

## Vorkommen
4-Heptylphenol kommt wie andere Alkylphenole im Abwasser vor, das bei der Förderung und Extraktion von Öl- und Gasvorkommen entsteht.

## Eigenschaften
4-Heptylphenol ist ein brauner Feststoff oder bei etwas erhöhter Temperatur eine braune Flüssigkeit mit aromatischem Geruch.

## Gefahrenbewertung
4-Heptylphenol wurde von der ECHA aufgrund seiner hormonaktiven Eigenschaften in der Umwelt auf die Kandidatenliste der besonders besorgniserregenden Stoffe gesetzt.